# Brendan Eich
Brendan Eich (/ˈaɪk/; sinh ngày 4 tháng 7 năm 1961) là một nhà công nghệ người Mỹ và là cha đẻ của ngôn ngữ lập trình JavaScript. Ông ta cũng là người đồng sáng lập của dự án Mozilla, Mozilla Foundation và Mozilla Corporation, và từng là giám đốc công nghệ của Mozilla Corporation và là giám đốc điều hành trong một thời gian ngắn. Ông ta là CEO của Brave Software.